# Giancarlo Stanton
Giancarlo Cruz Michael Stanton (Los Angeles, 8 novembre 1989) è un giocatore di baseball statunitense, di ruolo esterno destro per i New York Yankees della Major League Baseball (MLB).

## Biografia
Stanton è nato a Panorama City un quartiere di Los Angeles, da una famiglia di origine afro-americana, irlandese e portoricana. Crebbe nel quartiere di Tujunga dove frequentò la Verdugo Hills High School per due anni, per poi trasferirsi alla Notre Dame High School nel quartiere di Sherman Oaks. Stanton crebbe come fan dei Los Angeles Dodgers.

## Minor League (MiLB)
Stanton venne selezionato nel secondo giro, come 76ª scelta assoluta del draft MLB 2007, dai Florida Marlins. Venne schierato durante la stagione nella classe Rookie e nella classe A-breve. Nel 2008 venne promosso nella classe A, dove giocò per l'intera stagione. Nel 2009 giocò nella classe A-avanzata e nella Doppia-A.

## Major League (MLB)

### Florida/Miami Marlins
Debuttò nella MLB l'8 giugno 2010, al Citizens Bank Park di Filadelfia contro i Philadelphia Phillies, diventando il terzo più giovane giocatore a scendere in campo nella storia della franchigia. Completò la stagione con 100 nella MLB e 53 nella Doppia-A della minor league. A fine anno fu inserito nella formazione ideale dei rookie da Baseball America. L'anno successivo, malgrado infortuni alle gambe e un problema agli occhi, terminò con una media battuta di .262, con 34 home run e 87 punti battuti a casa (RBI). Con 56 fuoricampo battuti prima dei 22 anni, solo Ken Griffey Jr. a quell'età ne aveva battuti di più negli ultimi quarant'anni.

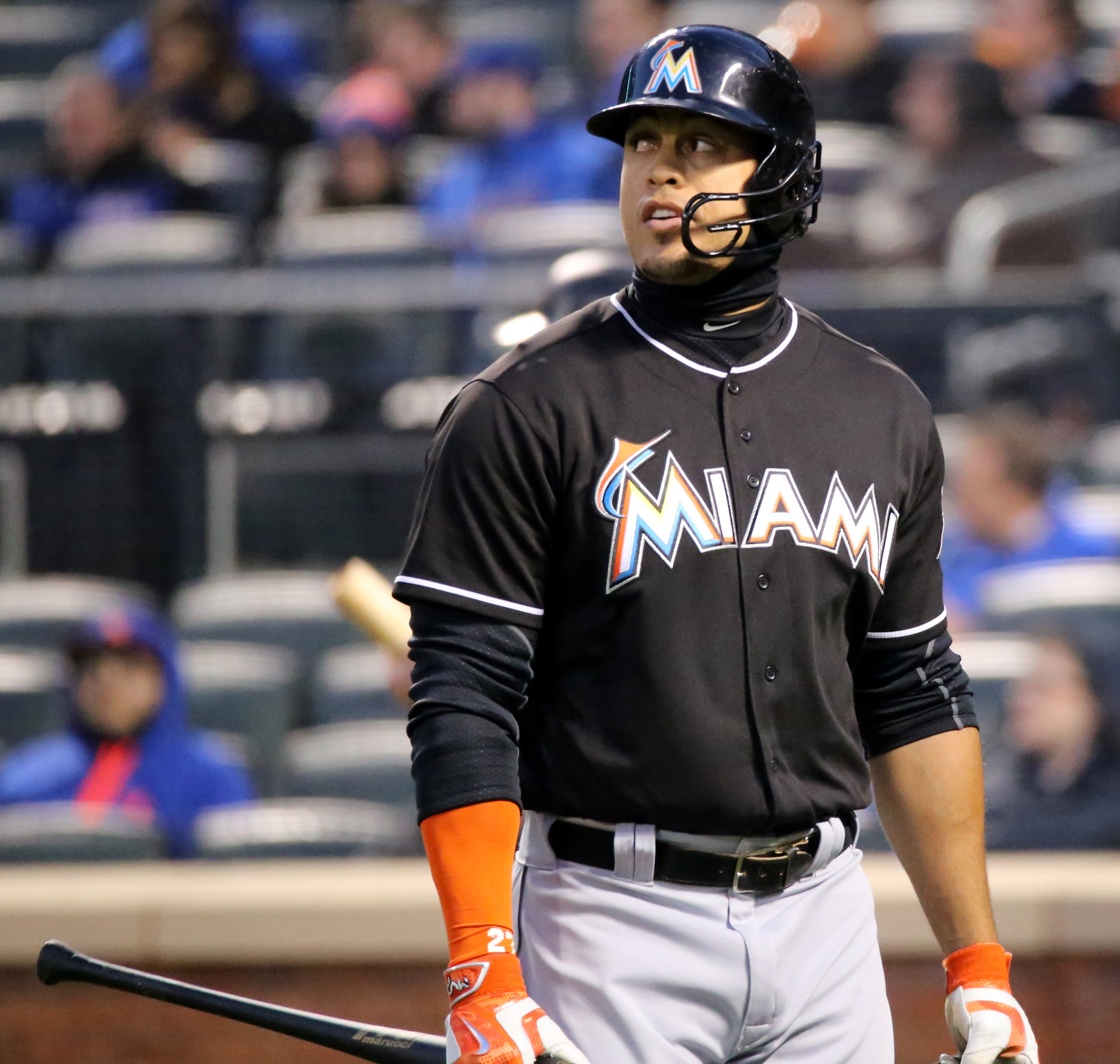
Stanton il 12 aprile 2016

Nel 2012, Stanton fu convocato per il suo primo All-Star Game dopo essersi classificato secondo nella National League con 37 fuoricampo. Nel 2013, un infortunio al tendine del ginocchio gli fece perdere due mesi di gioco, terminando con 24 home run. Si rifece l'anno successivo quando guidò la National League in fuoricampo e si classificò secondo nel premio di MVP della lega dietro a Clayton Kershaw. Il 17 novembre 2014, i Marlins e Stanton si accordarono per un contratto di 13 anni per un valore di 325 milioni di dollari, il più ricco della storia della sport.
Il 16 aprile 2015, Stanton batté il suo 155º home run in carriera, superando Dan Uggla e diventando il leader di tutti i tempi dei Marlins. Fu convocato per il suo terzo All-Star Game nel 2015 ma un infortunio nel mese di giugno lo costrinse a chiudere la sua stagione. Tornato in campo nel 2016, il 26 aprile batté tre fuoricampo contro la stella dei Los Angeles Dodgers Kershaw. Malgrado il non essere stato convocato per l'All-Star Game, Stanton partecipò all'Home Run Derby, vincendolo con un nuovo record di 61 fuoricampo.
Il 2 luglio 2017, Stanton fu convocato per il quarto All-Star Game della carriera. Il 14 agosto con il 43° fuoricampo stagionale batté il record di franchigia stabilito da Gary Sheffield nel 1996. Il 26 agosto batté il suo 50º home run, uno dei soli sei giocatori della storia a riuscirvi prima del termine del mese di agosto e il primo da Sammy Sosa nel 2001. Nella stessa partita superò il suo primato personale di 105 punti battuti a casa stabilito tre anni prima. La sua annata si chiuse guidando la MLB con 59 fuoricampo e un nuovo record di franchigia di 132 punti battuti a casa. Per queste prestazioni fu premiato con il suo secondo Hank Aaron Award come miglior battitore della NL e con il secondo Silver Slugger Award. Il 16 novembre, Stanton fu premiato come MVP della National League, il primo giocatore della storia dei Marlins a vincere tale riconoscimento.

### New York Yankees
L'11 dicembre 2017 i New York Yankees annunciarono di avere acquisito Stanton in cambio di Starlin Castro e i prospetti delle minor league Jorge Guzmán e Jose Devers. Nella prima stagione con la nuova maglia batté con .266, con 38 home run, 34 doppi e 100 RBI. Fu mandato strikeout in 211 occasioni, un nuovo record di franchigia negativo che superò quello del compagno Aaron Judge. Nel turno delle wild card dei playoff batté il suo primo fuoricampo nella post-season nella vittoria sugli Oakland Athletics per 7-2.

## Palmarès

### Nazionale
- World Baseball Classic:  Medaglia d'Oro

Team USA: 2017

### Individuale
- MVP della National League: 1

2017
- MLB All-Star: 4

2012, 2014, 2015, 2017
- Silver Slugger Award: 2

2014, 2017
- Hank Aaron Award: 2

2014, 2017
- Defensive Player of the Year: 1

2012
- Capoclassifica della NL in fuoricampo: 2

2014, 2017
- Capoclassifica della NL in punti battuti a casa: 1

2017
- Vincitore dell'Home Run Derby: 1

2016
- Giocatore del mese: 3

NL: maggio 2012, giugno 2015, agosto 2017
- Giocatore della settimana: 8

NL: 15 agosto 2010, 26 agosto 2012, 14 giugno 2015, 10 luglio 2016, 13 agosto, 27 agosto e 24 settembre 2017
AL: 26 settembre 2021